# Božidar Purić
Božidar Purić (en serbio cirílico: Божидар Пурић; Belgrado, Reino de Serbia, 19 de febrero de 1891-Chicago, Estados Unidos, 28 de octubre de 1977) fue un político y diplomático serbio y yugoslavo. Fungió como encargado de negocios de la embajada del Reino de Yugoslavia en los Estados Unidos entre 1928 y 1934. Asimismo, fue el embajador yugoslavo para Francia desde 1935. Durante la Segunda Guerra Mundial, ejerció de primer ministro del Gobierno yugoslavo en el exilio.
| Predecesor: Miloš Trifunović | Primer ministro de Yugoslavia 1943-1944 | Sucesor: Ivan Šubašić |

| Predecesor: Milan Grol | Ministro de Asuntos Exteriores 1943-1944 | Sucesor: Ivan Šubašić |